# Orly Markman
Orly Markman (em hebraico:  אורלי מרקמן, nascida em 1969, em Bersebá, em Israel) é a atual presidente do Tribunal Militar de Apelação de Israel (desde fevereiro de 2022) e major-general das Forças de Defesa de Israel.

## Vida pregressa
Markman nasceu em 1969, em Israel e cresceu em Be'er Sheva, frequentou as escolas primárias Yeelim e Netivot Yoram e se formou no Colegial Mekif Dalet na cidade.
Estudou direito na Faculdade de Direito da Universidade Hebraica de Jerusalém como parte do programa "reserva acadêmica" (em hebraico:  העתודה האקדמית‎), que permite receber um diferimento do serviço militar para receber educação superior para continuar o serviço militar na especialidade recebida.

## Carreira

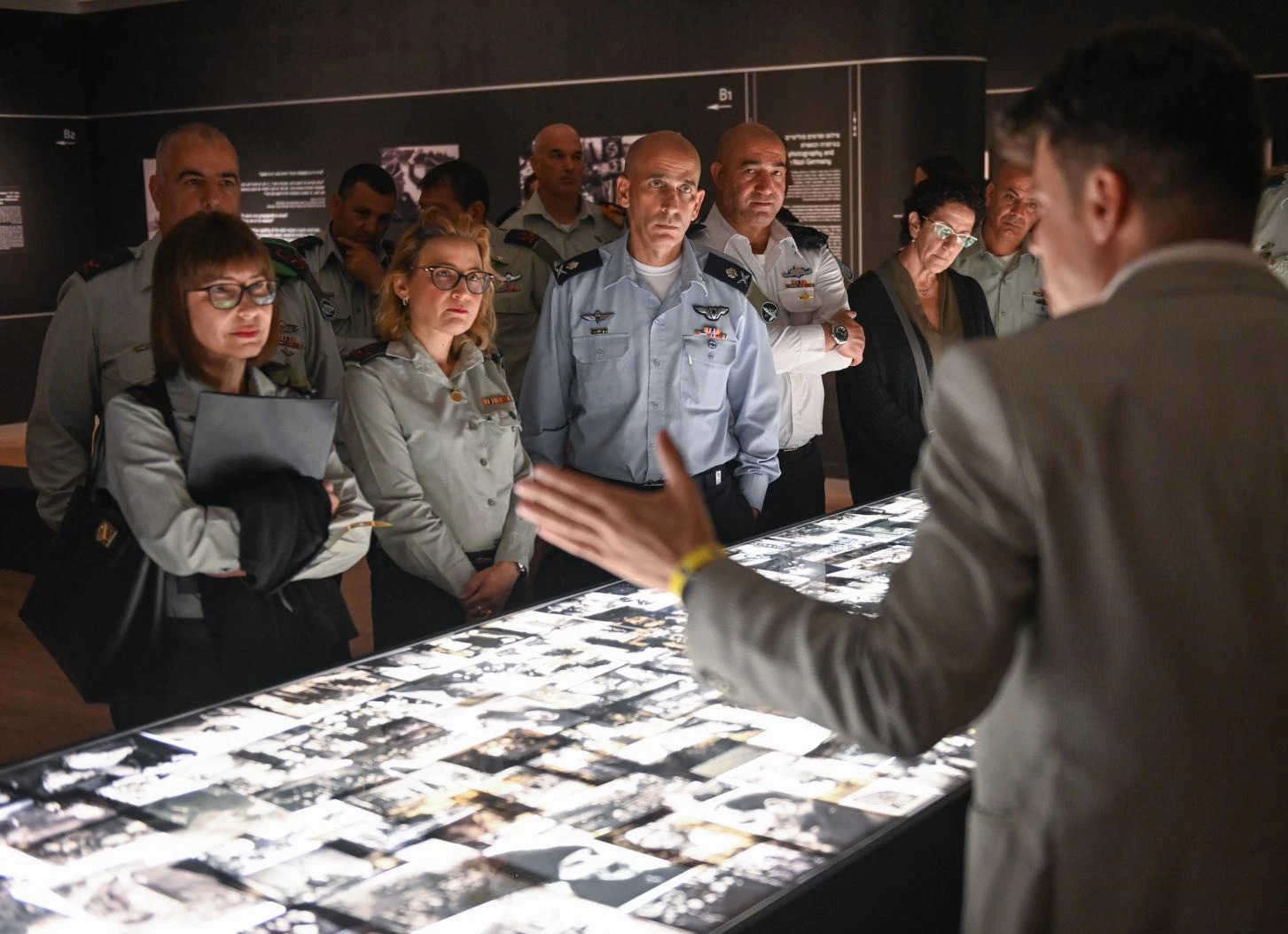
A General Orly Markman na comitiva do Estado-Maior em visita ao Yad Vashem, em abril de 2022.

Ao concluir seu bacharelado em direito em 1991, Markman ingressou no Ministério Público Militar nas Forças de Defesa de Israel. Em 1993, recebeu licença para exercer a advocacia e, em 1999, obteve o título de mestre em direito pela Universidade de Tel Aviv, graduando-se com louvor em seus estudos, os quais realizou paralelamente ao serviço.
Na Procuradoria Militar, atuou como Procuradora Militar na Faixa de Gaza, Adjunta do Defensor Militar-Chefe, Defensora Militar-Chefe da Aeronáutica e Marinha e Assistente Sênior do Procurador Militar-Chefe.
Em 2000, foi nomeada juíza do Tribunal Militar da Comarca do Comando Sul e do Comando das Forças Terrestres. Em 2009, foi promovida ao posto de coronel e foi nomeada presidente deste tribunal.
Em 2010, foi nomeada presidente do tribunal militar distrital do Estado-Maior e do Comando de Logística e, desde 2013, desempenhou funções adicionais como presidente do Tribunal Militar Especial que aprecia processos criminais contra o comando superior do exército. Nesta posição, entre outras coisas, ela liderou o judiciário que ouviu o caso de estupro do General-de-Brigada Ofek Buhris e o caso de assédio sexual do Tenente-Coronel Liron Hadjby.
Em novembro de 2016, foi promovida a general-de-brigada e, em janeiro de 2017, assumiu o cargo de juíza e vice-presidente do Tribunal de Justiça Militar, cargo que exerceu interinamente e vários meses antes da nomeação.
Em 13 de fevereiro de 2022, Markman foi promovida ao posto de major-general e foi nomeada presidente do Tribunal de Apelação Militar de Israel para substituir o major-general Doron Feiles, tornando-se a primeira mulher a ocupar este cargo e a terceira mulher na história de Israel com o posto de Major-General (Aluf) do Exército; depois da chefe da Diretoria de Pessoal do Estado-Maior General do Exército, Major-General Orna Barbivai e a Promotora-Chefe Militar Yifat Tomer-Yerushalmi.

## Vida pessoal
Casada com o advogado Gilad Markman, mãe de quatro filhos, Orly vive em Rehovot.

## Obras publicadas
- Markman, Orly; Fales, Doron (2019). ההיסטוריה תשפוט: 70 שנות שפיטה צבאית [A história julgará: 70 anos de justiça militar] (em hebraico). Ministério da Defesa de Israel. Tel Aviv: Modan. 231 páginas